# Fatma Nur
Fatma, Fatma Nur (ur. 1516 w Manisie, zm. 1550/1561 w Stambule) – osmańska księżniczka, córka Sulejmana I, siostra przyrodnia Selima II Pijaka.

## Życiorys

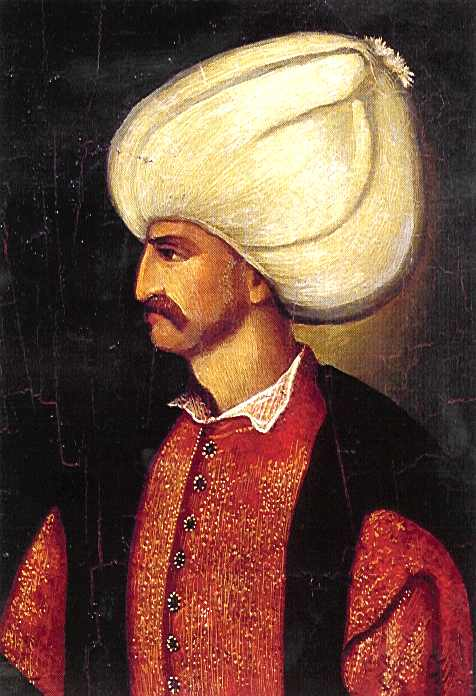
Ojciec Fatmy, Sułtan Sulejman I

Fatma była jedną z córek Sulejmana, o której wiemy najmniej, a cała ta wiedza składa się z wielu przypuszczeń. Urodziła się w 1516 roku w Manisie, jako córka Fülane Hatun. Była znana ze swojej dobroci, posłuszeństwa, skromności i manier.
Istnieje wiele teorii na temat życia Fatmy Nur. Według tej najbardziej prawdopodobnej nigdy nie wyszła za mąż, całe życie spędziła w Stambule, stojąc w cieniu Mihrimah (ulubionej córki Sulejmana Wspaniałego), zmarła w 1550 roku kilka tygodni przed swoją matką Fülane.
Inna, mniej wiarygodna z teorii mówi, iż ok. 1540 roku poślubiła Sinana, nadwornego architekta. Mieli dwoje dzieci: Nilüfer Hanımsultan i Sultanzade Halila. Nur zyskała wielkie wpływy i szacunek w Haremie i dworze osmańskim, mogła przewyższać nawet Roksolanę i jej córkę Mihrimah.
Według Jerzego Łątki Fatma zmarła w 1561 roku jako kilkuletnia dziewczynka, a imię jej matki pozostaje nieznane.